# TI-BASIC
TI-BASIC är en av många dialekter av programspråket BASIC. Det har introducerats av Texas Instruments och används i vissa av detta företags räknedosor.